# Въстание на Капитан Дядо Никола
Въстанието на Капитан Дядо Никола, или още Дядо-Николово въстание, през 1856 г. в Търновско и Габровско е организирано от Никола Филиповски (известен като Капитан Дядо Никола или само Дядо Никола).
Поради избухването на Кримската война част от населението в българските земи се раздвижва. Организирано е от Дядо Никола с помощта на Петко Славейков, Никола Козлев и Петър – Пандели Кисимов. Заговорниците се свързват дори и с Георги Раковски.
Първоначалният план е да се завземе конакът в Търново, откъдето да се въоръжат въстаниците, но предателство осуетява намеренията им.
На 28 юли 20-ина четници се събират в Лясковския манастир, Търновско. Оттам четата поема към Балкана, като по пътя към нея се присъединяват четници от Тревненските и Габровските села и махали, така че тя нараства на около 140 души. В покрайнините на Габрово въстаниците са пресрещнати от османска войска и са разбити.
Останалите живи четници поемат през Стара планина към село Шипка, но след още няколко престрелки са окончателно разпръснати. Войводата Капитан Дядо Никола е убит на 3 август.